# Колібрі-манго зеленогрудий
Колі́брі-ма́нго зеленогрудий (Anthracothorax prevostii) — вид серпокрильцеподібних птахів родини колібрієвих (Trochilidae). Мешкає в Мексиці, Центральній і Південній Америці. Вид названий на честь французького натураліста Флорана Прево.

## Опис

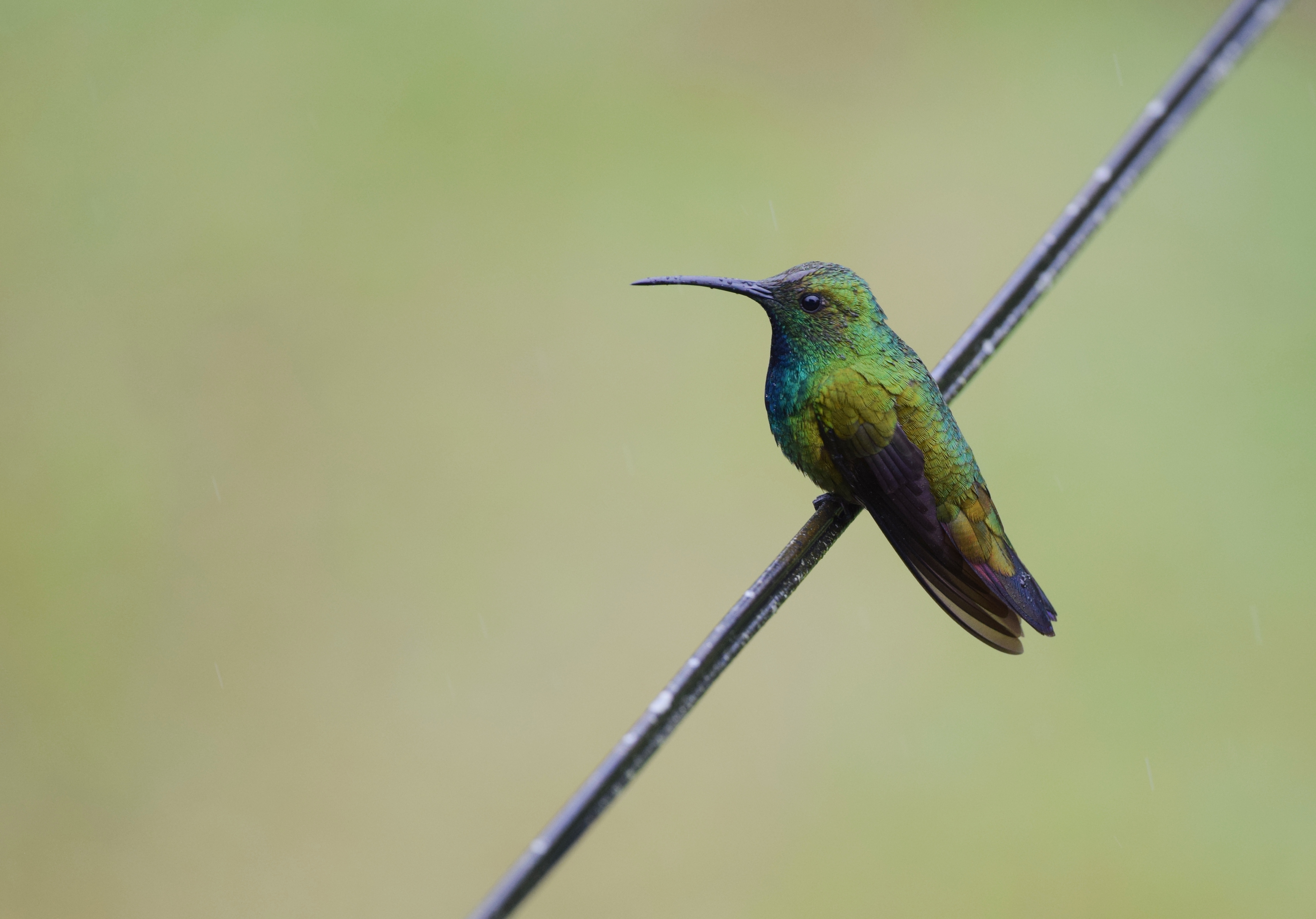
Зеленогрудий колібрі-манго

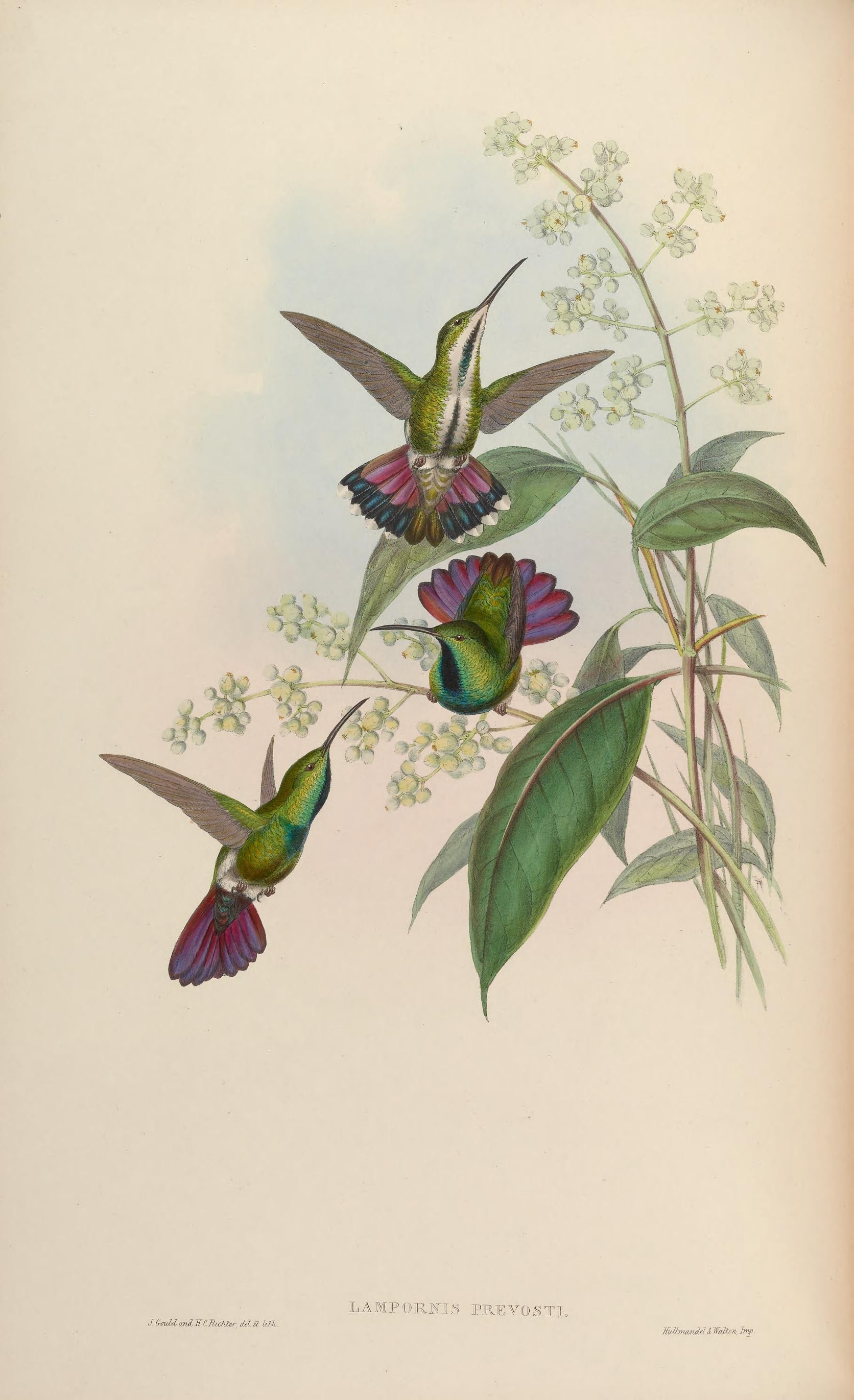
Зеленогруді колібрі-манго

Довжина птаха становить 11,5-12 см, самці важать в середньому 7,2 г, самиці 6,8 г. У самців голова темно-зелена, верхня частина тіла яскраво-зелена, блискуча. Підборіддя, горло і решта нижньої частини тіла синьо-зелена, на горлі і верхній частині грудей є помітна чорна пляма. Боки яскраво-зелені, нижні покривні пера хвоста темно-фіолетові. Центральні стернові пера темно-бронзово-зелені, решта темно-пурпурові або винно-віолетові з чорними кінчиками. Дзьоб довгий, чорний, дещо вигнутий.
У самиць верхня частина тіла переважно бронзово-зелена. Нижня частина тіла переважно біла з темною центральною смугою, на підборідді вона чорна, на горлі і нижче синьо-зелена. Боки зелені, нижні покривні пера хвоста темні з широкими білими краями. Центральні стернові пера темно-бронзово-зелені, решта синювато-чорні з білими плямками на кінці, часто також з широкою пурпуровою смугою біля основи. Забарвлення молодих птахів є подібне до забарвлення самиць, однак пера на голові і крилах у них мають сірі або охристі краї, біла пляма на нижній частині тіла у них має коричневі або іржасто-коричневі краї, крайні стернові пера біля основи мають помітну пурпурову смугу

## Підвиди
Виділяють п'ять підвидів:
- A. p. prevostii (Lesson, RP, 1832) — від східної Мексики до Гватемали, Белізу і Сальвадору;
- A. p. gracilirostris Ridgway, 1910 — від Сальвадору і Гондурасу на південь по тихоокеанським схилам до центральної Коста-Рики і по карибським схилам до північно-західної Панами (Бокас-дель-Торо);
- A. p. hendersoni (Cory, 1887) — острови Сан-Андрес і Провіденсія (на схід від Нікарагуа);
- A. p. viridicordatus Cory, 1913 — крайній північний схід Колумбії (півострів Гуахіра) і північ Венесуели;
- A. p. iridescens (Gould, 1861) — південний захід Колумбії, захід Еквадору і північний захід Перу (Тумбес).

Деякі дослідники відносять підвид A. p. iridescens до чорногорлого колібрі-манго (Anthracothorax nigricollis)

## Поширення і екологія
Зеленогруді колібрі-манго мешкають в Мексиці, Гватемалі, Белізі, Сальвадорі, Гондурасі, Нікарагуа, Коста-Риці, Панамі, Колумбії, Еквадорі, Перу і Венесуелі. Популяції, що гніздяться на північному сході Мексики (від південного сходу Тамауліпаса і сходу Сан-Луїс-Потосі до півдня Веракруса і крайнього заходу Табаско) з кінця лютого по вересень мігрують на тихоокеанське узбережжя Мексики. Бродячі птахи також спостерігалися в США, переважно в Техасі. Зеленогруді колібрі-манго живуть на узліссях тропічних лісів, на плантаціях, в парках і садах та на інших відкритих місцевостях, місцями порослих деревами. Зустрічаються на висоті до 1200 м над рівнем моря.
Зеленогруді колібрі-манго живляться нектаром квітучих дерев, зокрема з родів Inga, Erythrina і Ceiba, а також комахами, яких ловлять в польоті або збирають з рослинності чи павутиння. Гніздо невелике, чашоподібне, прикріплюється до тонкої гілки. В кладці 2 яйця. Інкубаційний період триває 16-17 днів, пташенята покидають гніздо через 24 дні після вилуплення.